# Paulusbrüder
Die deutsche Brüdergemeinschaft der Paulusbrüder, vollständig Kongregation der Brüder vom Heiligen Paulus (bischöflichen Rechts), wurde von Jakob Friedrich Bussereau in Herxheim bei Landau/Pfalz gegründet und widmet sich der Krankenpflege und Betreuung geistig Behinderter. 

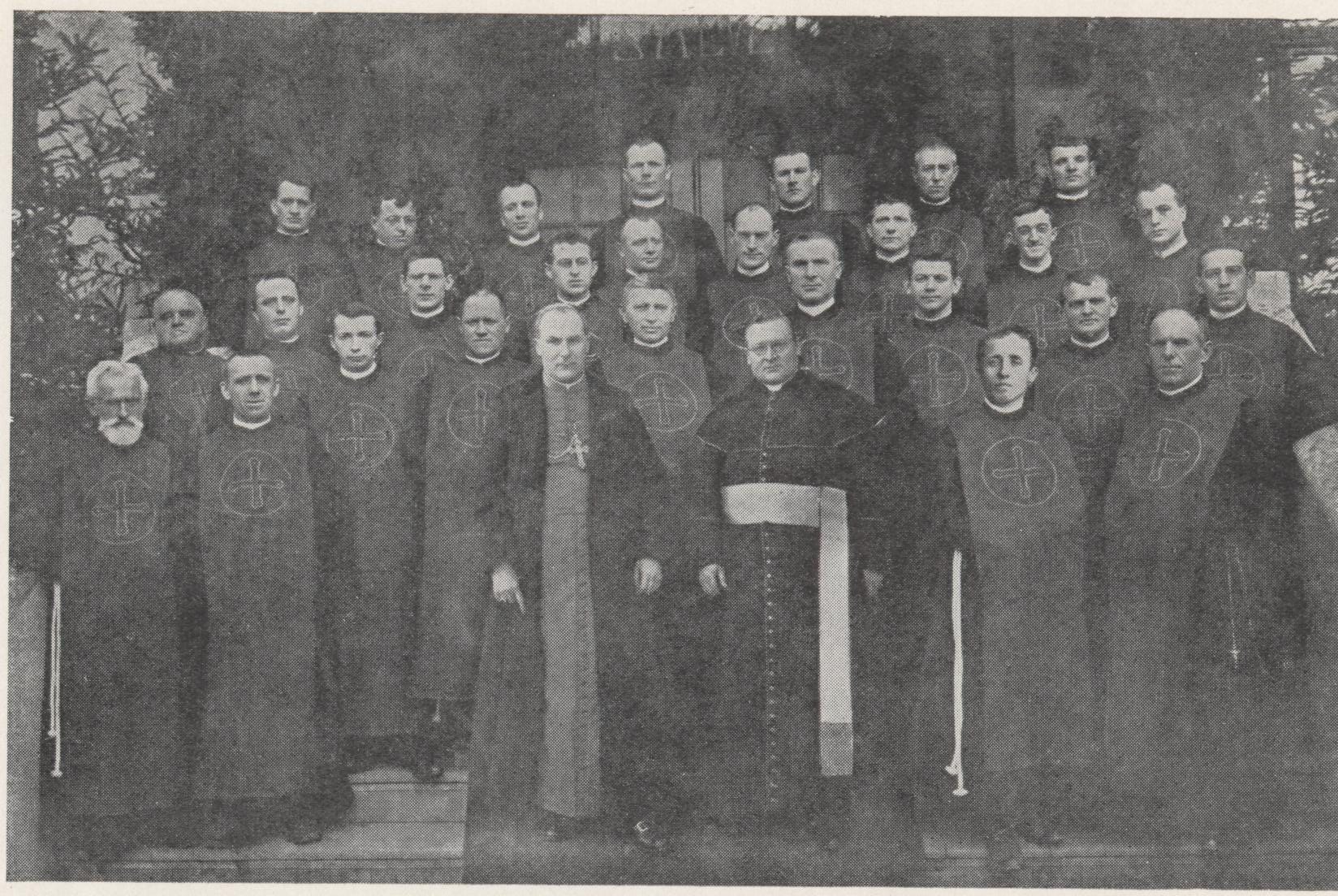
Erste Einkleidung von Paulusbrüdern, 1914, vorn mittig, Prälat Bussereau, links von ihm Bischof Michael von Faulhaber, später Kardinal-Erzbischof von München.

## Geschichte
Die Kongregation der Paulusbrüder wurde am 23. August 1913 kanonisch errichtet, am selben Tag auch ihre weibliche Entsprechung, die Kongregation der Schwestern vom hl. Paulus (Paulusschwestern). 1930 erwarben die Brüder den Josefshof in Völkersweiler. Sie bauten ihn nach 1949 zur Pflegeeinrichtung um und verlegten in den 1950er Jahren das Mutterhaus ihrer Kongregation dorthin. Im Jahre 1982 zog sich die Kongregation aus der direkten Arbeit mit den beeinträchtigten Menschen zurück und verpachtete das Anwesen in Völkersweiler an den Caritasverband Speyer.
Da der neue Betreiber der Einrichtung im Jahre 2006 beschloss, den Standort Völkersweiler aufzugeben und für die Heimbewohner kleinere, gemeindenähere Wohnangebote vorzuhalten, verließen die Paulusbrüder im Sommer 2008 mangels Perspektive den „Josefshof“ und zogen ins Mutterhaus der Paulusschwestern nach Herxheim bei Landau/Pfalz.
1962 hatte der Orden 24 Brüder, im Jahre 2015 nur noch drei. Am 1. November 2021 übernahm der letzte Paulusbruder die externe Leitung der Kongregation der Schwestern vom heiligen Paulus von Herxheim.